# 象棋麻將
象棋麻將，又稱棋子麻將、棋仔自摸、象棋自摸，是台灣的傳統牌類遊戲，用中國象棋棋子玩簡化的麻將。

## 歷史
1970年代，象棋麻將就已是台灣常見的賭博。1980年代統計，台灣人聚賭以麻將為主，四色牌、象棋麻將、擲骰子則比例接近。台灣獄方為避免受刑人玩象棋麻將，規定棋子背面要寫棋子名，否則就當違禁品沒收。受刑人會利用工作機會取得紙張、紙板，以原子筆描繪製作象棋以玩象棋麻將，特別是在接近農曆過年時。用硬紙板製象棋雖然粗糙，但獄方欲查緝就可立即撕毀湮滅證據。
1997年，鈊象電子推出象棋麻將的賭博電玩機台《百萬雄兵》，在中國大陸稱為《天將神兵》，有惊天动地、飞象过河、天地人、百万雄兵、兵车行、君臣同治、良相辅国等番種，增加天、地、人等牌，被認為是經典的麻將電玩。網路遊戲盛行後，也有不少台灣的電玩遊戲公司推出線上平台，牌數有傳統的三十二子型，即除將（帥）各一張、卒（兵）各五張外，其餘種各兩張；還有五十六子型、遊戲公司新推出的六十四子型，番種、台數皆有差異。

## 牌具

五十六子型的象棋麻將

- 牌具可用象棋棋具，或用類同麻將的牌具，以兩種棋子顏色作花色，有將（帥）、士（仕）、象（相）、車（俥）、馬（傌）、包（炮）、卒（兵），共十四種牌。數量有對應象棋棋子數的三十二子型、每種各兩張的五十六子型、兩倍象棋子數的六十四子型。[12][13][14][15][16][17]

## 牌規

### 流程
- 三十二子型，兩到四人遊戲，莊家摸五張，閒家摸四張；五十六、六十四子型，四人遊戲，莊家摸八張，閒家摸七張。
- 行牌類似麻將，由莊家先打出牌，同樣有吃、碰、槓。多數網站平台的三十二子型只有吃。

需能組成以下兩種才能吃牌。
- 三張同色的 帥仕相.將士象。
- 三張同色的 俥傌炮.車馬包。
- 三十二子型，不同色的將可作對子。
- 宣布聽牌後不可變換牌型。
- 三十二子型，以組成一面子、一對子胡牌；五十六子、六十四子型，以組成兩面子、一對子胡牌。[12][13][14][15][16][17]

### 台數
- 同台灣麻將用台數為單位，三十二子、五十六子、六十四子型的番種、台數各網站並不相同，以下以大蕃薯遊戲網為例。[13]

| 牌型               | 說明                                                                                 | 三十二子型 | 五十六子型 | 六十四子型 |
| ------------------ | ------------------------------------------------------------------------------------ | ---------- | ---------- | ---------- |
| 天胡               | 莊家摸第一張牌後即自摸胡牌。                                                         | 6          | 8          | 10         |
| 地胡               | 第一輪摸牌即胡牌。                                                                   | 6          | -          | 10         |
| 人胡               | 莊家打出第一張牌後在第一輪內胡別人放的第一張牌或閒家在首次摸牌前胡別人放的第一張牌。 | -          | -          | 5          |
| 八家將             | 八張同色的卒。去除五兵合縱、五卒連橫及碰碰胡台型。                                   | -          | -          | 8          |
| 五兵合縱、五卒連橫 | 有五張同色的卒。                                                                     | 5          | -          | 2          |
| 一條龍             | 同色的將士象、車馬包、卒的對子。                                                     | -          | 4          | 4          |
| 雙龍抱             | 兩組相同順子，須門清。                                                               | -          | 4          | 4          |
| 碰碰胡             | 全部是刻子。                                                                         | -          | 2          | 2          |
| 將帥聽令           | 胡牌時為將，並為對子。                                                               | 2          | -          | -          |
| 將帥領兵           | 只有將卒。                                                                           | -          | 2          | 2          |
| 斷頭尾             | 沒有將卒。                                                                           | -          | 1          | 1          |
| 二槓子             | 二組槓子，不可含卒。                                                                 | -          | 2          | 2          |
| 槓上開花           | 槓牌後摸牌即胡牌。                                                                   | -          | 2          | -          |
| 清一色             | 花色一致。                                                                           | 1          | 1          | 1          |
| 四對子             | 四組對子。                                                                           | -          | 1          | 1          |
| 全求               | 全部以吃、碰、槓取得，並由他人放槍胡牌。                                             | -          | 2          | -          |
| 半求               | 全部以吃、碰、槓取得，並自摸胡牌。                                                   | -          | 1          | -          |
| 海底撈月           | 摸到最後一張牌時自摸。                                                               | 1          | 3          | 1          |
| 河底撈魚           | 最後一張牌捨牌後放槍胡牌。                                                           | -          | 1          | 1          |
| 門清               | 胡牌前，沒有吃、碰、槓其他家的牌。                                                   | -          | 1          |            |
| 自摸               | 自己摸牌後胡牌。                                                                     | 2          | 1          | 2          |
| 門清自摸           | 門清狀態下自摸。去除門清及自摸。                                                     | -          | 3          | -          |
| 聽牌               | 胡牌前喊聽牌。                                                                       | 1          | 1          | 1          |
| 莊家               | 莊家1台。                                                                            | -          | 1          | 1          |
| 連莊拉莊           | 莊家胡牌即可連莊，將其他台數算好後翻倍。                                             | -          | *2         | *2         |
| 胡牌               | 胡牌1台。                                                                            | 1          | 1          | 1          |

## 外部連結
- 線上遊戲 (三十二子型)（页面存档备份，存于）
- 線上遊戲 (五十六子型)（页面存档备份，存于）